# Agent Game
Agent Game je americký špionážní akční thriller z roku 2022, který režíroval Grant S. Johnson a napsali Mike Langer a producent Tyler W. Konney. V hlavních rolích se objevili Dermot Mulroney, Adan Canto (v jeho poslední filmové roli), Katie Cassidy, Annie Ilonzeh, Rhys Coiro, Barkhad Abdi, Jason Isaacs a Mel Gibson. Natáčení probíhalo v Augustě ve státě Georgia od března do dubna 2021.
Film byl v USA uveden 8. dubna 2022 distribuční společností Saban Films a byl kritiky ztrhán.

## Děj
Důstojník CIA Harris je zapojen do misí, při nichž jsou zadržováni a převáženi cizí státní příslušníci k výslechu. Když je Harrisův nadřízený zavražděn, ocitá se v pozici obětního beránka za smrt jedno ze zadržených a musí utíkat před týmem agentů, kteří mají za úkol ho dopadnout a které vede bezohledný dvojitý agent.

## Obsazení
- Dermot Mulroney jako Harris, důstojník CIA
- Adan Canto jako Kavinsky, operativec
- Katie Cassidy jako Millerová, operativec
- Annie Ilonzeh jako Visserová, agentka
- Rhys Coiro jako Reese, operativec
- Barkhad Abdi jako Omar, zadržený
- Jason Isaacs jako Bill, Harrisův nadřízený
- Mel Gibson jako Olsen, vysoký úředník CIA
- Matt Riedy jako zástupce ředitele, zástupce ředitele CIA